# 쿠바의 국가
바야모의 노래(스페인어: La Bayamesa)는 쿠바의 국가이다. 페루초 피게레도(스페인어: Perucho Figueredo)가 작곡하였으며, 공식 국가로 제정된 해는 1902년이다. 보통은 1절만 부르는 것이 흔한 일이다.

## 스페인어가사
1절
Al combate, corred, Bayameses,
Que la Patria os contempla orgullosa;
No temáis una muerte gloriosa,
Que morir por la Patria es vivir.
En cadenas vivir, es vivir
En afrenta y oprobio sumido;
Del clarín escuchad el sonido;
¡A las armas, valientes, corred!
2절
No temáis; los feroces Iberos
son cobardes cual todo tirano
no resisten al brazo Cubano;
para siempre su imperio cayó.
¡Cuba libre! Ya España murió,
su poder y su orgullo ¿do es ido?
¡Del clarín escuchad el sonido
¡¡a las armas!!, valientes, corred!
3절
Contemplad nuestras huestes triunfantes
contempladlos a ellos caídos,
por cobardes huyen vencidos:
por valientes, supimos triunfar!
¡Cuba libre! podemos gritar
del cañón al terrible estampido.
¡Del clarín escuchad el sonido,
¡¡a las armas!!, valientes, corred!

## 한국어해석
1절
바야모의 사나이들이여, 전투에 서두르라,
조국이 그대를 자랑스럽게 보고 있도다.
그대여 영광스러운 죽음을 두려워 말라.
그 이유는 희생이 조국을 살릴지니.
후렴
쇠사슬에 묶여 사는 것은
치욕과 굴욕에 묶여 사는 것일지니.
클라리온의 외침을 들어라,
용기있는 자들이여, 전장으로 서둘러라!
2절
비열한 이베리아인들을 두려워 마라,
우리들은 도망자인가? 애국자인가?
쿠바인은 침략자에게 저항하라,
침략자들은 활기를 잃을것이다!
후렴
자유의 쿠바! 스페인에게 죽음을!
그의 힘과 자존심은 어디로 갔는가?
클라리온의 외침을 들어라,
용기있는 자들이여, 전장으로 서둘러라!
3절
우리의 외침이 승리를 보여주리라,
콘템디오스의 외침이 침략자를 떨게해,
침략자들이 겁에 떨 것이니:
용감하게 싸운 우리들에게 승리가 있으니,
후렴
자유의 쿠바, 우리의 눈물이,
포효하는 외침이 국민을 이끌어 주니,
클라리온의 외침을 들어라,
용기있는 자들이여, 전장으로 서둘러라!